# Miếu Ma Các
Miếu Ma Các hay đền A-Ma là một ngôi đền thờ Thiên Hậu Thánh mẫu, được xem như vị thần bảo trợ của ngư phủ và người đi biển Trung Quốc nằm tại São Lourenço, Ma Cao. Được xây dựng vào năm 1488, đây là một trong những ngôi đền lâu đời nhất ở Ma Cao và được cho là tên gọi của khu định cư ban đầu.
Cái tên Ma Cao được cho là bắt nguồn từ ngôi đền. Người ta nói rằng khi các thủy thủ Bồ Đào Nha neo đậu tại bờ biển ngay bên ngoài ngôi đền và hỏi tên của nơi này, người bản địa trả lời Maa-gok hoặc A-maa-gok (có nghĩa là "đình lâu của Mẹ"). Người Bồ Đào Nha sau đó đặt cho bán đảo này tên là Ma Cao. Đền thờ này được mô tả nhiều trong các văn bản cổ Trung Quốc cũng như được thể hiện trong các bức tranh liên quan đến Ma Cao. Đây cũng là một trong những cảnh đầu tiên được chụp ảnh ở Ma Cao.
Năm 2005, đền thờ được UNESCO công nhận là Di sản thế giới như là một phần của "Khu lịch sử Ma Cao".

## Hình ảnh

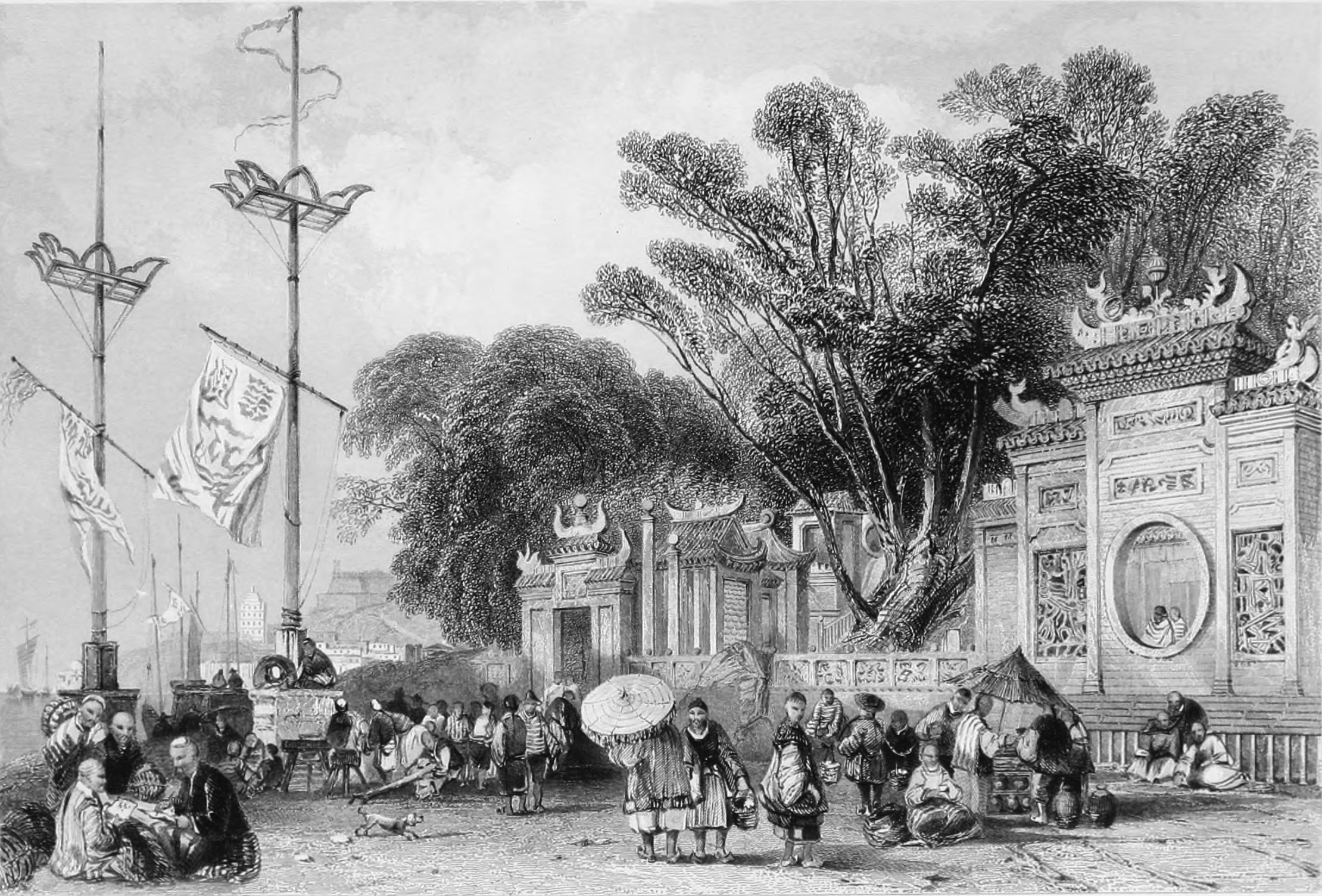
Bức tranh thế kỷ 19 của Thomas Allom vẽ mặt tiền đền thờ
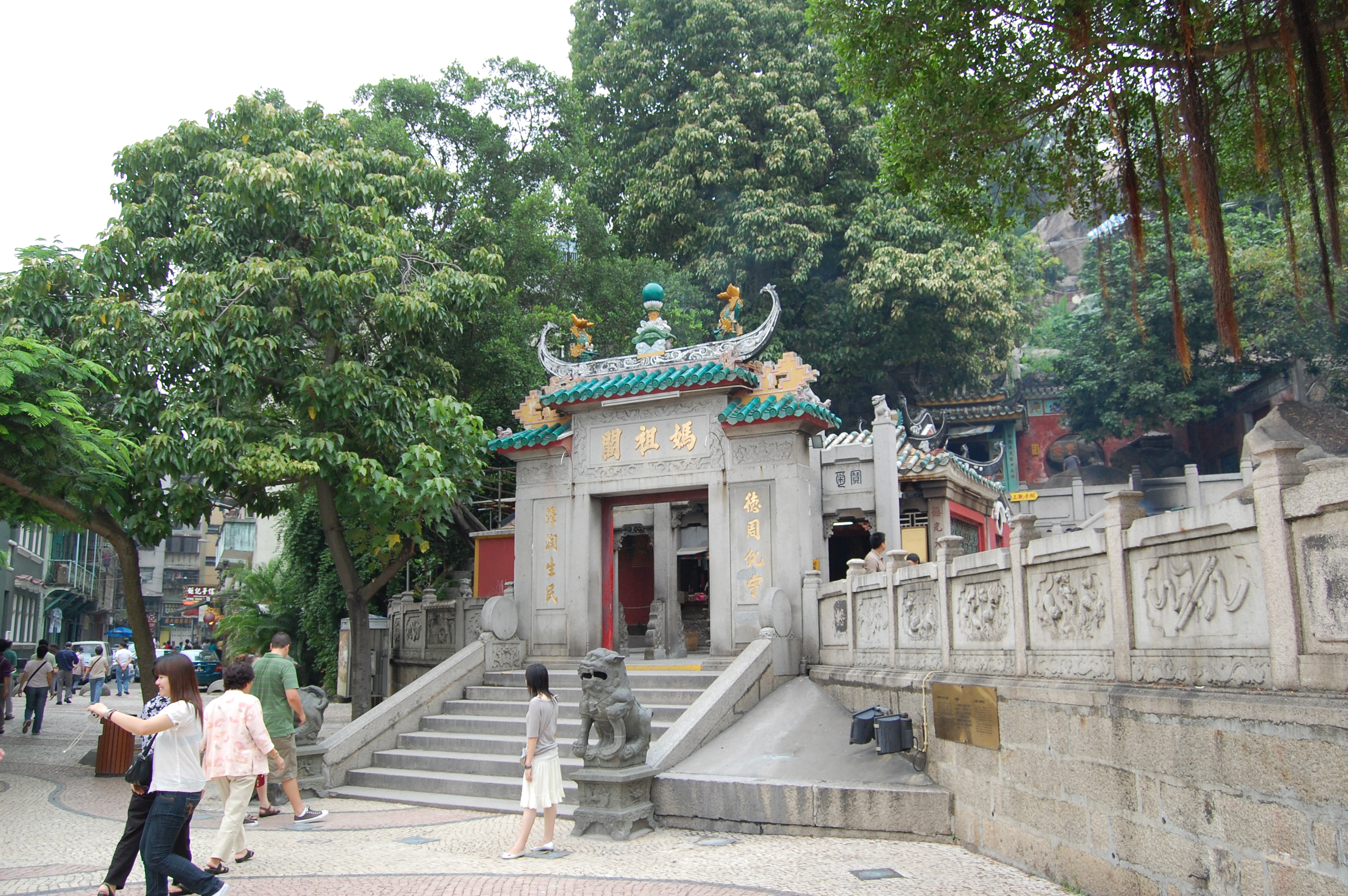
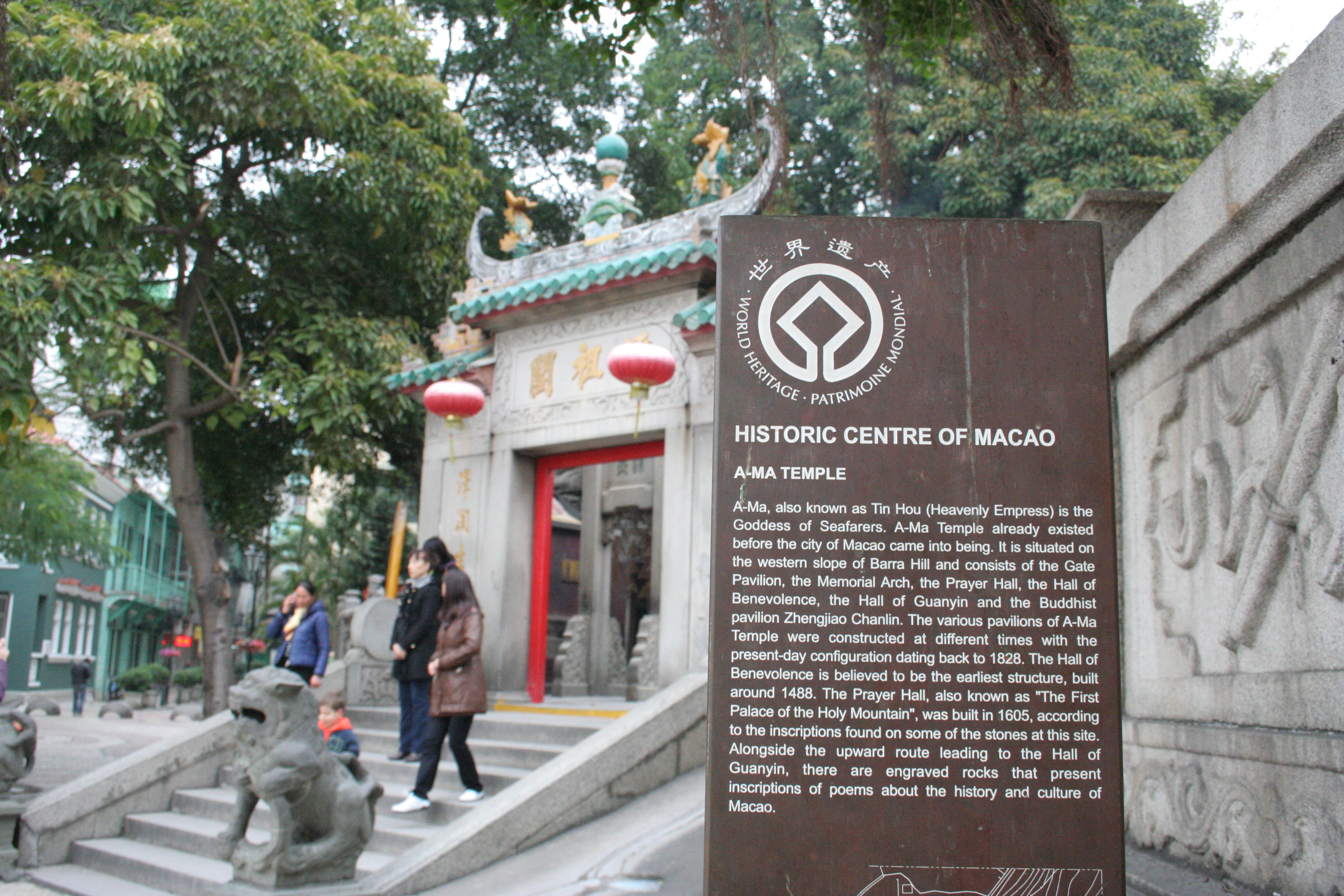
Bảng hiệu Di sản thế giới
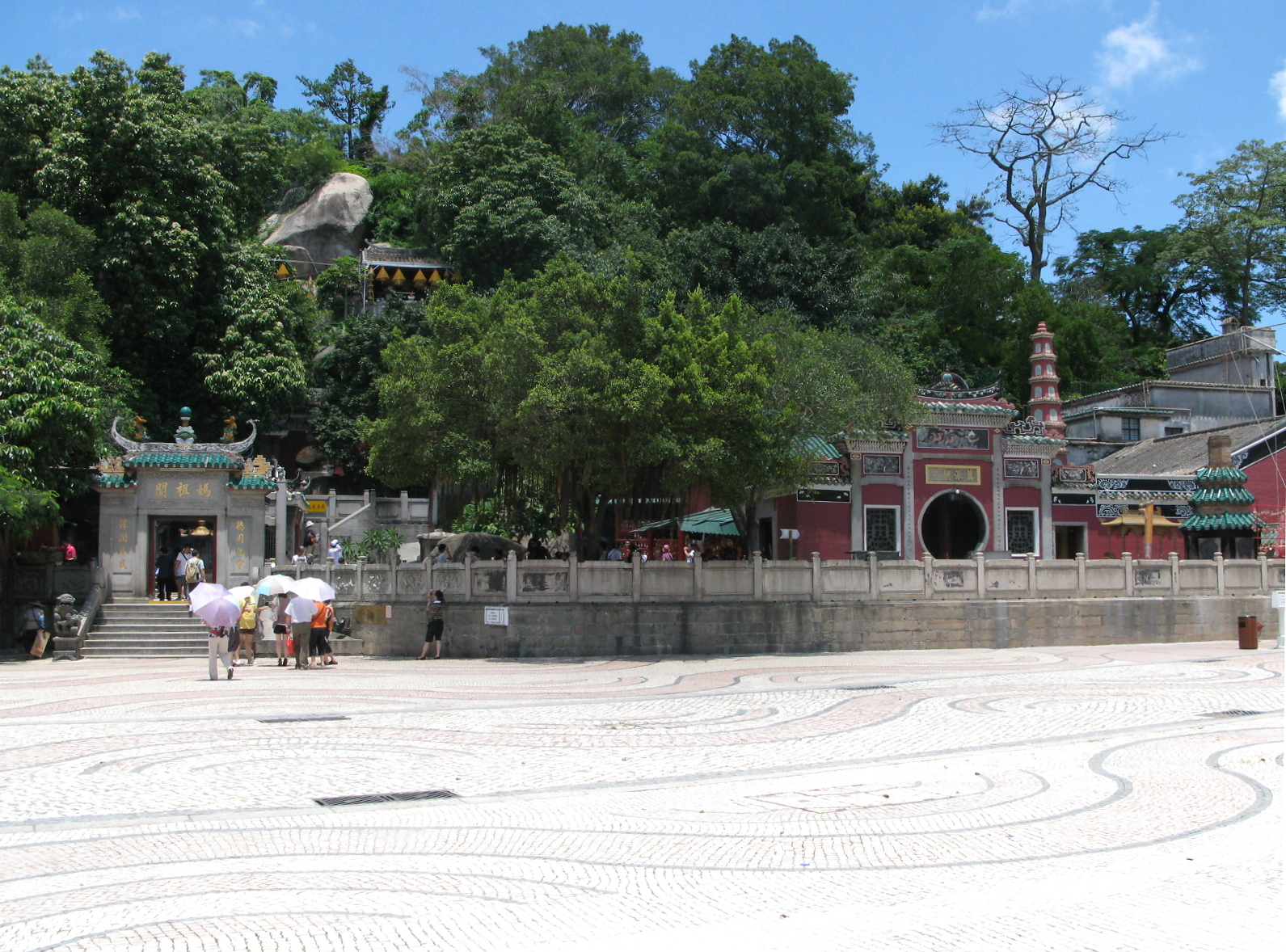
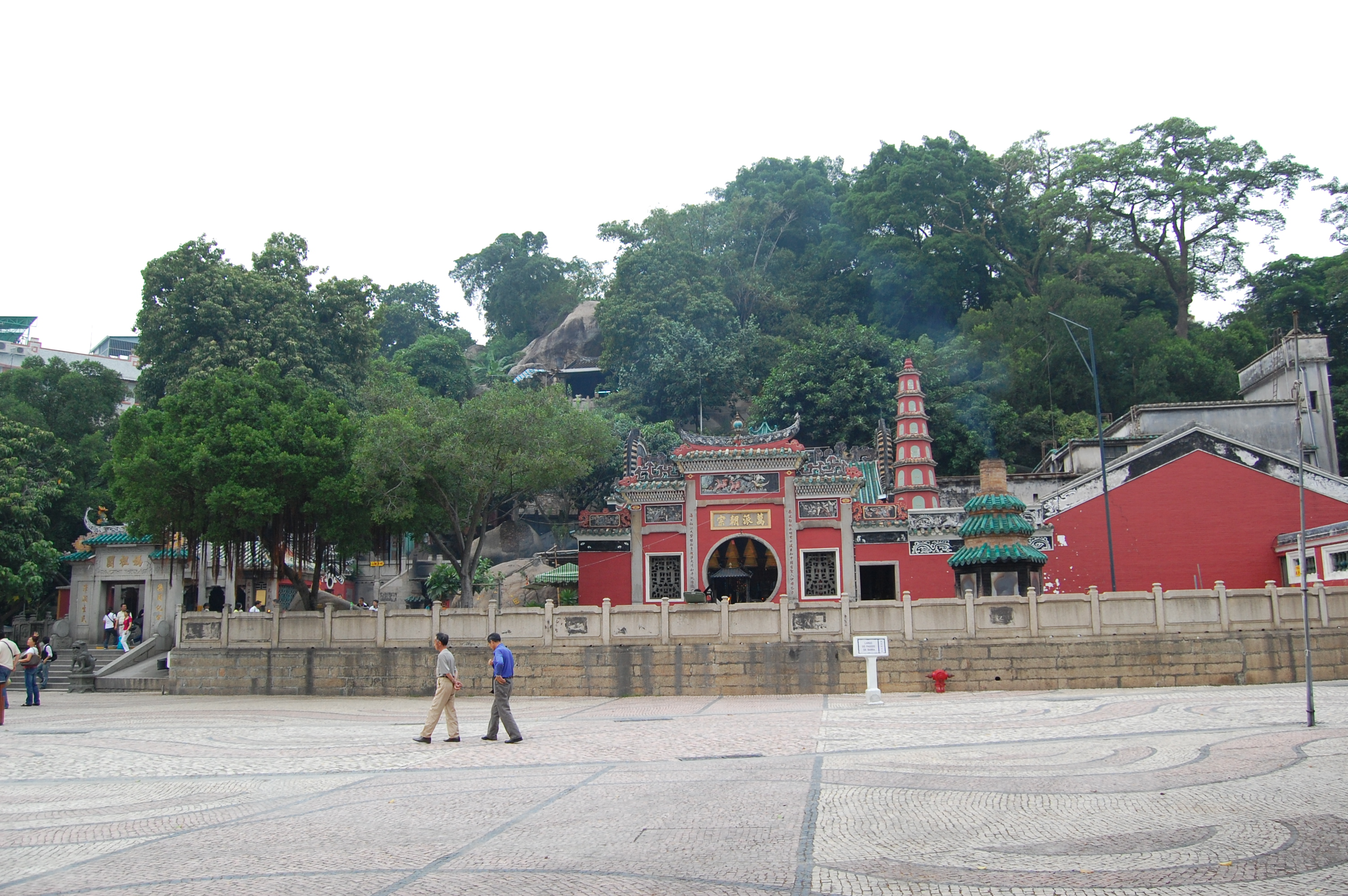